# 170011 Szkody
170011 Szkody este un asteroid din centura principală de asteroizi.

## Descriere
170011 Szkody este un asteroid din centura principală de asteroizi. A fost descoperit pe 10 octombrie 2002 la Apache Point Observatory în cadrul programului Sloan Digital Sky Survey. Asteroidul prezintă o orbită caracterizată de o semiaxă mare de 2,73 ua, o excentricitate de 0,08 și o înclinație de 5,4° în raport cu ecliptica.